# Пуків (ґміна)
Ґміна Пукув — сільська гміна в Рогатинському повіті Станіславського воєводства Другої Речі Посполитої та у Крайсгауптманшафті Бережани Дистрикту Галичина Третього Райху. Адміністративним центром гміни було містечко Подкамєнь (Підкамінь).
Об’єднану сільську ґміну Пукув (рівнозначну волості) було утворено 1 серпня 1934 р. у межах адміністративної реформи в ІІ Речі Посполитій із суміжних тогочасних сільських ґмін (самоврядних громад): 
Данільче, Добринюв (Добринів), Золчув (Жовчів), Пукув (Пуків), Стратин, Уязд (Уїзд), Чесьнікі (Чесники). 
Площа ґміни — 114,46 км².

Кількість житлових будинків — 1 794.

Кількість мешканців — 10 338.
Національний склад населення ґміни Пукув на 01.01.1939:
| село     | населення | українці-грекокатолики | українці-латинники | євреї  | німці  | поляки | польські колоністи |
| -------- | --------- | ---------------------- | ------------------ | ------ | ------ | ------ | ------------------ |
| Данильче | 780       | 560                    | 105                | 15     |        | 100    |                    |
| Дібринів | 2410      | 2270                   | 50                 | 50     |        | 40     |                    |
| Жовчів   | 1480      | 1210                   | 70                 | 20     | 30     | 10     | 140                |
| Пуків    | 1990      | 1960                   | 5                  | 5      |        | 20     |                    |
| Стрятин  | 2280      | 2020                   | 90                 | 170    |        |        |                    |
| Уїзд     | 640       | 630                    |                    | 5      |        | 5      |                    |
| Чесники  | 1650      | 1530                   | 60                 | 40     |        | 20     |                    |
| Загалом  | 11230     | 10180                  | 380                | 305    | 30     | 195    | 140                |
| Відсотки | 100 %     | 90,65 %                | 3,38 %             | 2,72 % | 0,27 % | 1,74 % | 1,24 %             |

17 січня 1940 р. ґміна була ліквідована, а територія увійшла до новоствореного Рогатинського району.
Гміна (волость) була відновлена на час німецької окупації з липня 1941 р. до липня 1944 р. і до неї була долучена мазурська колонія Гоноратівка зі ґміни Ліпіца Дольна.
На 1.03.1943 населення ґміни становило 9 899 осіб..